# Grunow (Oberbarnim)

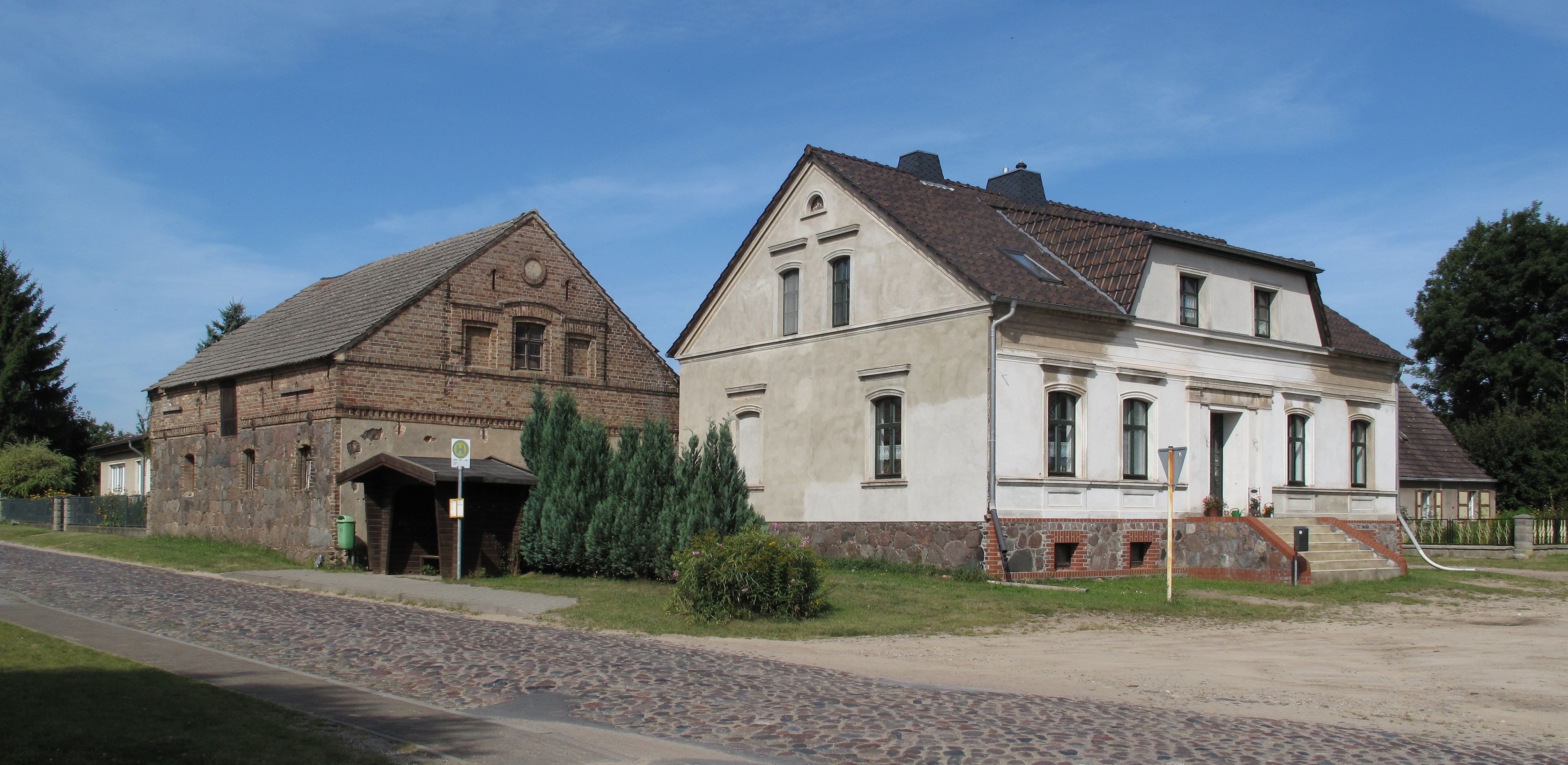
Zentrum des Dorfes im Jahr 2012

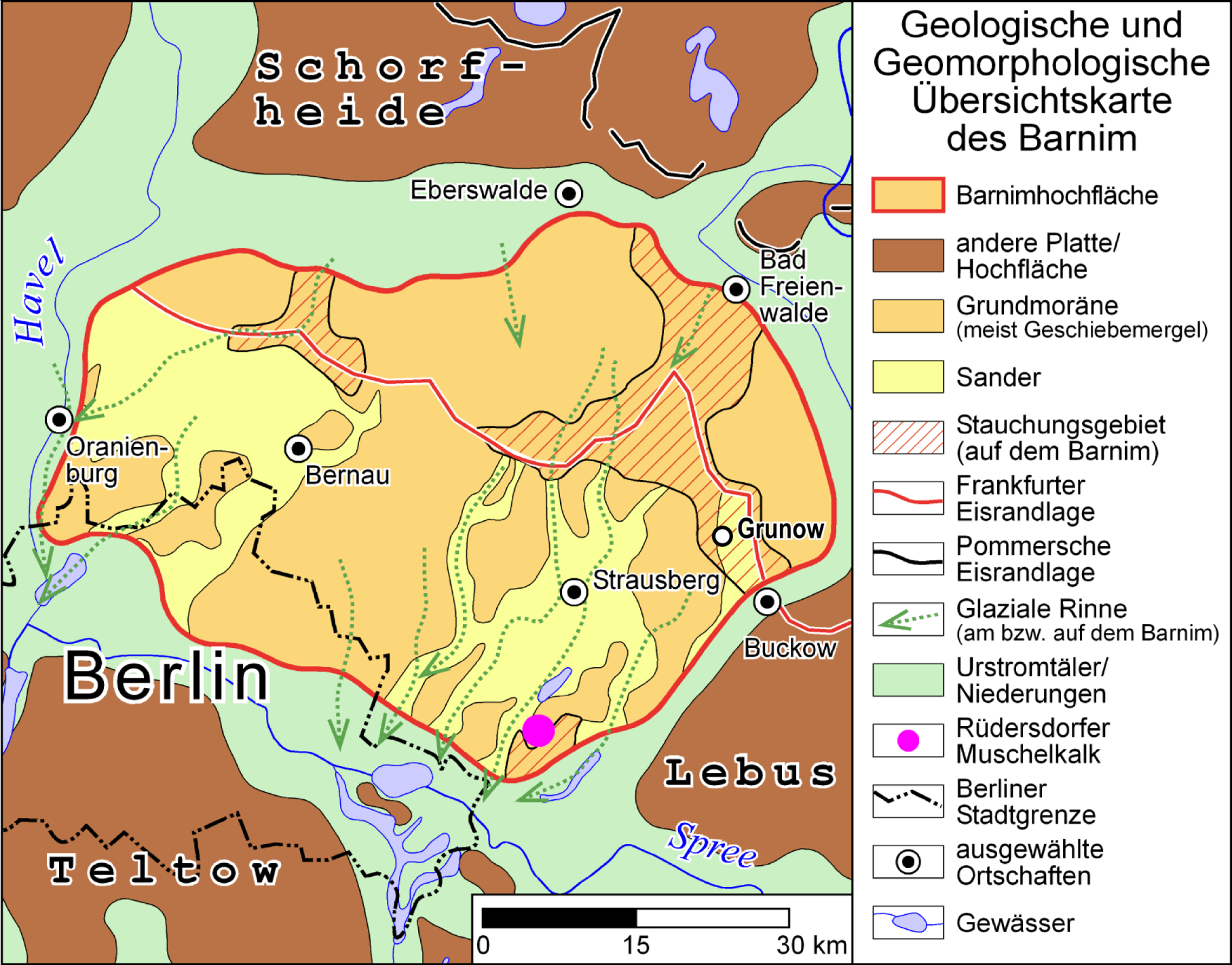
Die Lage Grunows im südöstlichen Sander-/Stauchungsbereich des Barnim

Grunow ist ein Ortsteil der Gemeinde Oberbarnim im Brandenburger Landkreis Märkisch-Oderland. Das Dorf liegt auf dem südöstlichen Barnim im Naturpark Märkische Schweiz und hatte 2010 rund 350 Einwohner. Verwaltet wird Grunow vom Amt Märkische Schweiz.
Der 1315 erstmals urkundlich erwähnte Ort war über Jahrhunderte im Besitz verschiedener märkischer Adelsfamilien. Von den rund einhundert Bewohnern zu Beginn des 17. Jahrhunderts traf der inspizierende Landreiter nach dem Dreißigjährigen Krieg (1618–1648) nur noch drei an. Nach dem Wiederaufbau verfügte Grunow im 18. Jahrhundert über drei Mühlen. 1833 ließen die Gutsherren westlich des Ortes das Vorwerk Ernsthof anlegen, das seit 1931 aufgesiedelt wurde und heute einen Wohnplatz Grunows bildet. Die wirtschaftliche Grundlage des Ortes ist seit seiner Gründung die Landwirtschaft. In der DDR-Zeit wurden die Betriebe in einer Landwirtschaftlichen Produktionsgenossenschaft (LPG) vom Typ III zusammengefasst, aus der nach der Deutschen Wiedervereinigung eine Agrar- & Marketing GmbH hervorging, die zu den größten Arbeitgebern des Amtes Märkische Schweiz gehört. Mit diesem Betrieb, einem Schäfer und mehreren Wiedereinrichtern erweist sich die Landwirtschaft auch heute noch als Haupterwerbszweig der Grunower und Ernsthofer Einwohner.
Seit dem 31. Dezember 2001 gehört Grunow/Ernsthof zur neugebildeten Gemeinde Oberbarnim, deren Verwaltungsgeschäfte vom Amt Märkische Schweiz mit Sitz in Buckow erledigt werden. Die Interessen Grunows in der Gemeinde vertritt ein Ortsvorsteher.
Aufgrund seiner Feldsteinkirche aus dem 13. Jahrhundert und weiterer Feldsteinbauten ist Grunow Teil der Oberbarnimer Feldsteinroute, einer 41,5 Kilometer langen kultur- und bauhistorischen Wander- und Fahrrad-Route auf den Spuren des Baumaterials Feldstein.

## Geographie und Wohnlagen

### Naturraum
Grunow liegt auf dem Barnim, einer eiszeitlichen Hochfläche und historischen Landschaft. Der Dorfkern befindet sich am Rand und die Gemarkung fast vollständig auf einer Sanderfläche, die eine Stauchungszone überlagert (siehe Karte oben). Die Zone entstand während der saalezeitlichen Eisvorstöße durch eine zum Teil kräftige Stauchung (Störung) der älteren Sedimente im Untergrund des Barnim zwischen den auch heute noch besonders hoch gelegenen Freienwalder Höhen (auch als Wriezener Höhe bezeichnet) und dem Buckower Kessel. Neben älteren eiszeitlichen Ablagerungen wurde großflächig Material aus dem Tertiär in die Stauchmoränen eingepresst.

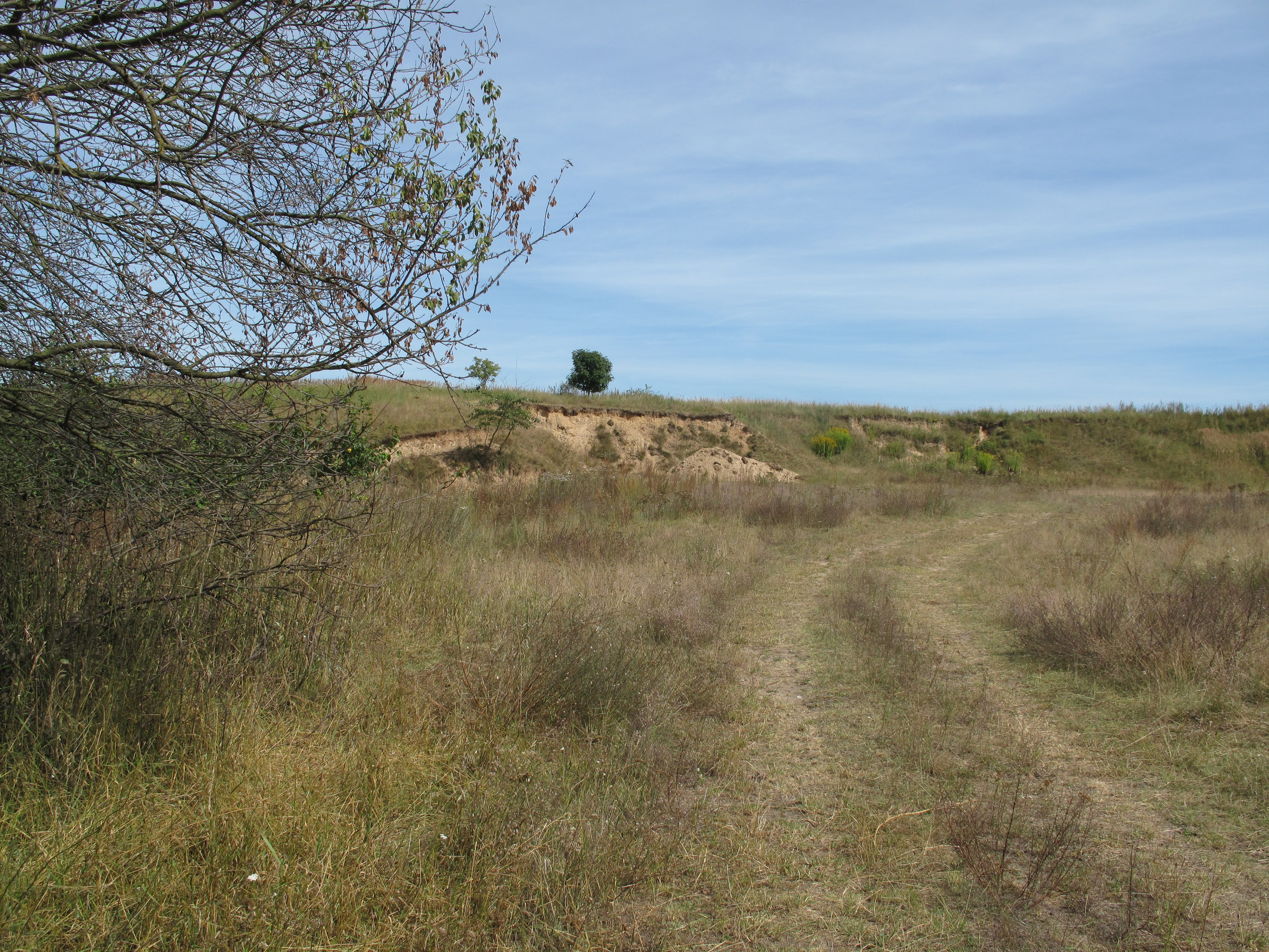
Sandbruch mit Trockenvegetation südöstlich des Dorfes

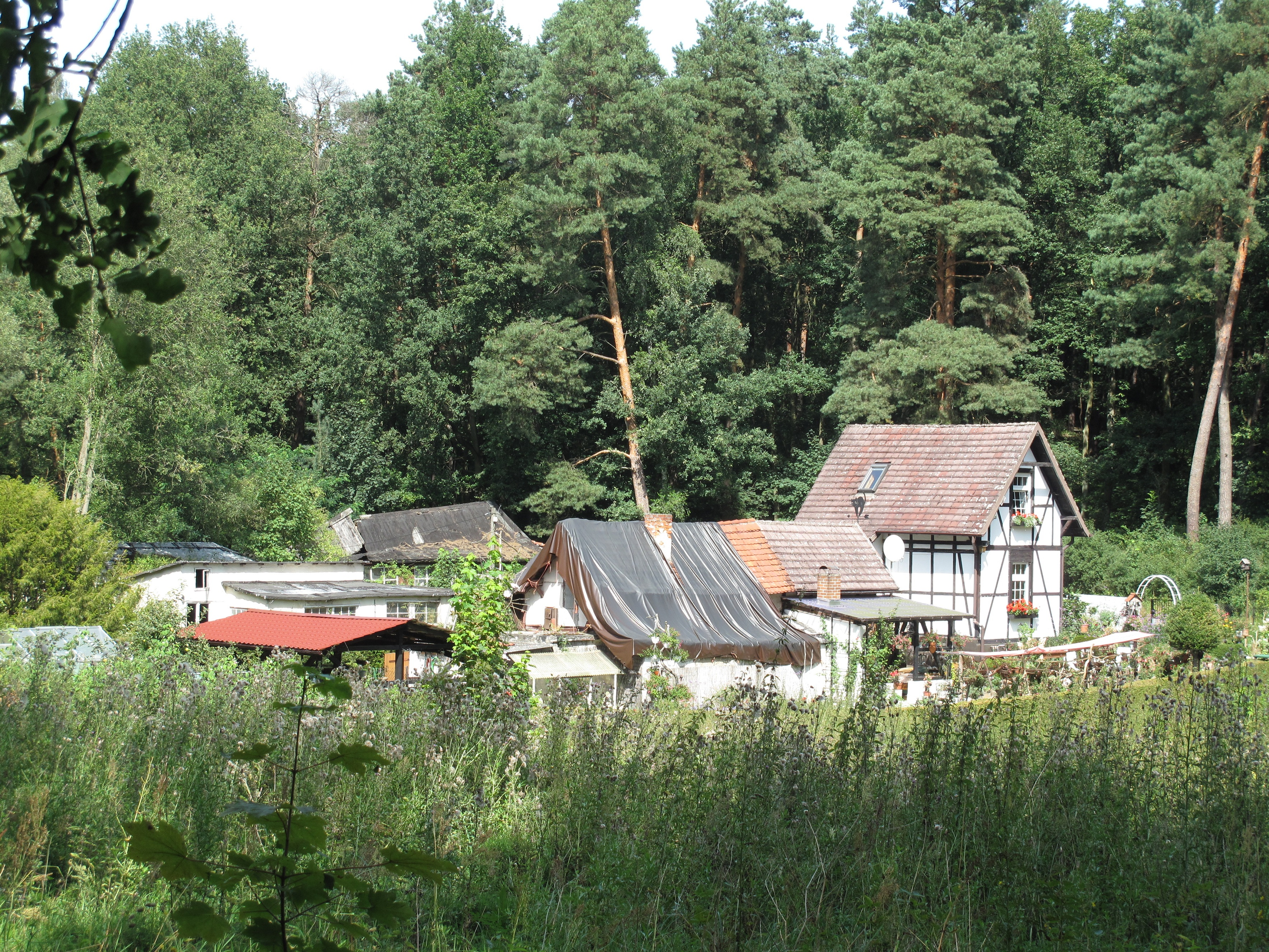
Waldhaussiedlung

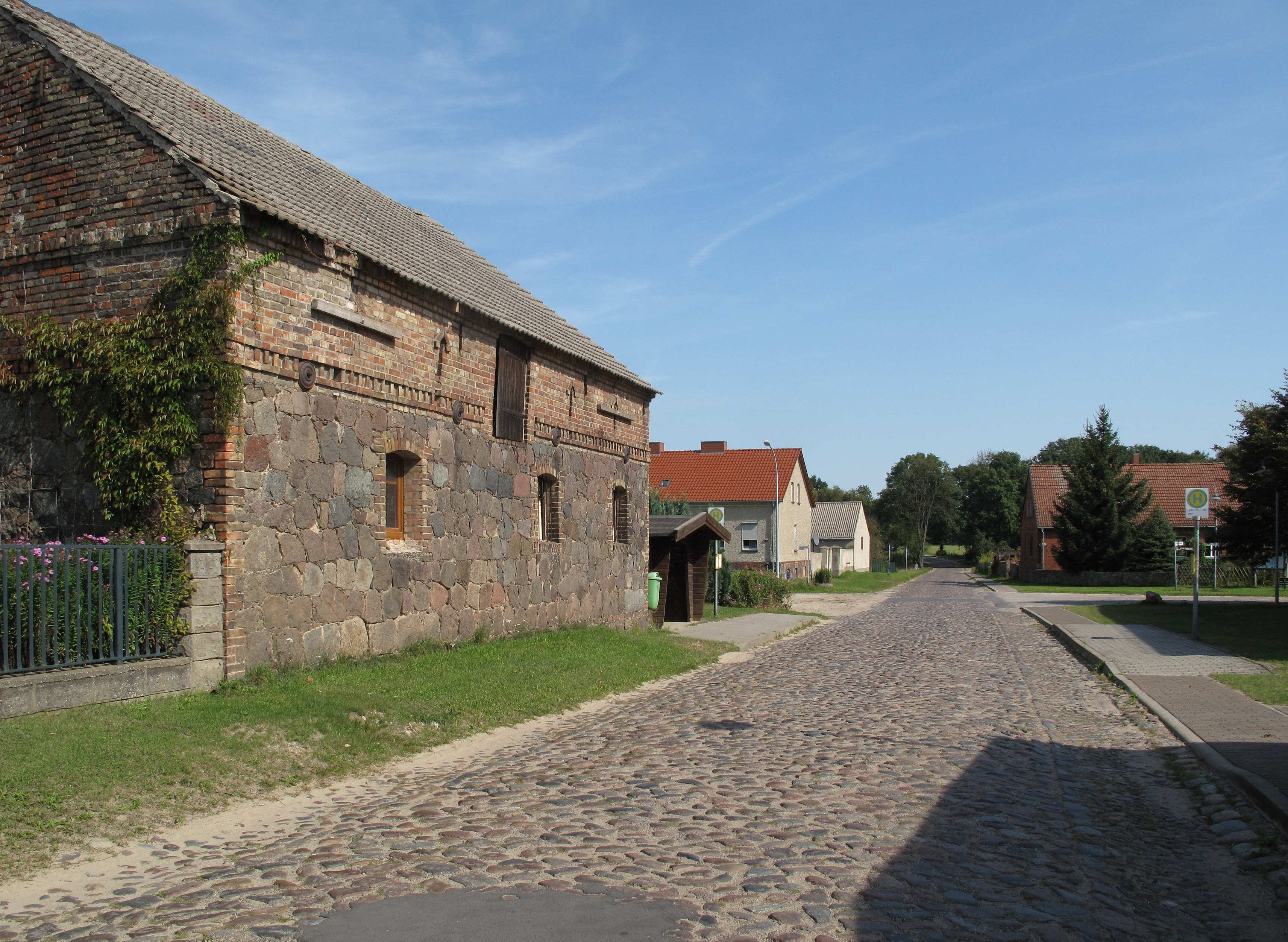
Kreisstraße 6414 Richtung Ihlow

Den Boden Grunows beschrieb Eduard Zache 1890 als sandigen oberen Geschiebelehm mit zahlreicher Steinbestreuung. An einer rund drei Meter hohen Bruchkante südöstlich des Dorfkerns treten die mächtigen Sandmassen offen zutage (siehe Bild rechts). In diesem Gebiet dominiert eine ausgeprägte Trockenvegetation mit Trockenrasen, Ginster und Kleingehölzen. Nach Norden, Westen und Süden prägt flachwelliges Offenland mit Feldern und Hecken die Gemarkung Grunows, nach Osten folgen kleinere Waldgebiete.
Den Ostrand des Dorfes passiert das Sophienfließ, das die Region um Grunow und Prötzel über den Schermützelsee in den Stobber entwässert. Da die intensive agrarische Nutzung der Landschaft einen starken Nutzungsdruck auf das Gewässer ausübt, führte der Wasser- und Bodenverband Stöbber-Erpe im Bereich Grunows zwischen 2003 und 2007 verschiedene Renaturierungsmaßnahmen durch. Dazu zählten die Minderung der Abflüsse und die Förderung der Feucht- und Nasswiesen sowie Röhrichte. Zur Reduzierung der Nährstoffeinträge legte der Verband 2008 zudem ein Sedimentationsbecken an, in dem sich die Nährstoffe der Drainagewässer absetzen können, bevor das nährstoffreduzierte Wasser mittels eines Überlaufs dem Sophienfließ zugeführt wird. Die Nährstoffbindung erfolgt durch Schilf. Gelegen in der nordwestlichen Ecke des Naturparks Märkische Schweiz, bleibt der Ort vom Naturparktourismus weitgehend unberührt – die landschaftlichen und touristischen Hauptanziehungspunkte und die markante Flora und Fauna der Märkischen Schweiz beginnen rund 3,5 Kilometer südwestlich Grunows.

### Dörfliche Gliederung
Die dörfliche Gliederung Grunows ist insofern ungewöhnlich, als die Dorfkirche aus dem 13. Jahrhundert außerhalb des heutigen Dorfkerns liegt. Dies lässt sich laut Matthias Friske nur dadurch erklären, dass Grunow vorübergehend wüst fiel und später leicht nach Westen versetzt wiederaufgebaut wurde. Rudolf Schmidt gab 1926 die Erklärung, dass die Häuserstellen östlich der Kirche in Richtung Ihlow nach dem Dreißigjährigen Krieg nicht mehr aufgebaut wurden.
Zu Grunow gehört die westlich vom Dorf gelegene Wohnlage Ernsthof, 1833 als landwirtschaftliches Vorwerk gegründet. Obwohl Ernsthof ein Teil Grunows ist, zieht das Amtliche Topographisch-Kartographische Informationssystem (ATKIS) der Landesvermessung und Geobasisinformation Brandenburg (LGB) für Grunow und Ernsthof getrennte Gemarkungsgrenzen. Danach ist die Fläche Ernsthofs deutlich größer als die Fläche Grunows. Für das Jahr 1900 wurde die Fläche der Landgemeinde Grunow mit 367 Hektar, die Fläche des Vorwerks Ernsthof (auch Gutsbezirk Ernsthof) hingegen mit 844 Hektar angegeben.
Eine weitere Wohnlage außerhalb des historischen Dorfkerns hat sich in der Schlucht zwischen dem Kleinen (88 m ü. NN) und dem Großen Weesenberg (91 m ü. NN; auch: Wesenberg) gebildet. Die Siedlung aus Datschen und Bungalows um das Waldhaus Grunow liegt südlich des Dorfes und zieht sich bis kurz vor die Landesstraße 34, die Bollersdorf mit Altfriedland verbindet.

### Lage und Verkehrsanbindung
Die Gemarkung Grunows besteht aus einem langgestreckten, schmalen Streifen, der von Nordwesten nach Südosten verläuft. Die Westgrenze führt dicht am Dorfkern vorbei. Im Westen grenzt die Gemarkung an die des Wohnplatzes Ernsthof. Im Norden schließt sich der Prötzeler Ortsteil Prädikow an. Im Osten folgt Ihlow, im Süden folgen Pritzhagen und Bollersdorf; alle sind Ortsteile von Oberbarnim. Grunow liegt rund 600 Meter östlich der Bundesstraße 168, die nach Norden über Tiefensee nach Eberswalde und nach Süden über Fürstenwalde nach Cottbus führt. Die Kreisstraße 6414 (Strausberg-Ihlow-Reichenberg) verbindet Grunow mit der Bundesstraße. Größere Orte in der Nähe sind Strausberg im Südwesten und Buckow im Südosten.
Die Busverkehr Märkisch-Oderland (BMO) bindet Grunow mit der Linie 937 Strausberg↔Neuhardenberg an den Öffentlichen Personennahverkehr an. Zudem ist Grunow an Wochenenden und Feiertagen mit der Ausflugslinie Märkische Schweiz A930 von den Bahnhöfen Strausberg oder Seelow aus zu erreichen.

## Geschichte

### Entwicklung der Hufen und Einwohnerzahlen (Übersicht)
1375 gibt das Landbuch Karls IV. für das Dorf 62 Hufen an, von denen vier dem Unterhalt der Pfarrstelle dienten. 1450, nach den Hussitenkriegen (in Brandenburg 1431/32), waren von 72 nur noch 25 Hufen besetzt. 1624 umfasste das Dorf 55 Hufen ohne Kirch- und Pfarrhufen. Im Dreißigjährigen Krieg sind im Kriegsschädenprotokoll von 1634 28 der 55 Dorfhufen als wüst verzeichnet und nach dem Krieg traf der Landreiter 1652 nur noch drei Personen an. 1736 wurden 41 Hufen bewirtschaftet. Einen Überblick über die anschließende Entwicklung der Einwohnerzahlen gibt folgende Tabelle; dabei sind die Zahlen für Grunow (Dorf, Landgemeinde) und das 1833 gebildete Vorwerk Ernsthof (Gutsbezirk Ernsthof) – soweit in der Literatur gesondert ausgewiesen – zusammengefasst:
| Jahr          | 1624 | 1734 | 1801 | 1840 | 1860 | 1900 | 1925 | 1933 | 1939 | 1946 | 1973 | 1993 | 2000 | 2010 |
| Einwohnerzahl | 116  | 127  | 123  | 216  | 322  | 302  | 358  | 325  | 380  | 392  | 327  | 315  | 375  | 349  |

### Ersterwähnungen und Etymologie
Grunow wurde, soweit bekannt, erstmals 1315 in einer Strausberger Urkunde im Namen des Ratsherrn Conradus de Grunow erwähnt. Der Urkunde gab Adolph Friedrich Riedel im Codex diplomaticus Brandenburgensis die Überschrift: Die Räthe der Städte Straußberg und Wernäuchen thuen ihren Zoll gemeinschaftlich aus, am 15. Juni 1315. Unter dem 10. Juni 1333 befindet sich im Codex der Text: Markgraf Ludwig verleiht dem Johann Trebus, Bürger in Strausberg, das Dorf Grunow und das Dorf Eggersdorf mit Hebungen in Probsthagen, Wilkendorf und in der Stadt Straußberg. Eine weitere Erwähnung erfolgte 1375 im Landbuch Karls IV. Der Name aus grun/grün und dem Suffix -ow (hier für Aue) = (Dorf an einer) grünen Aue, war laut Brandenburgischem Namenbuch ein Modename der Deutschen Ostsiedlung im 12./13. Jahrhundert.

### Spätmittelalter
Die Gründung Grunows fällt wahrscheinlich in die Zeit der Deutschen Ostsiedlung. Der Kirchbau wird in die Zeit datiert, als der Barnim im 13. Jahrhundert infolge des Teltow-Kriegs und Magdeburger Kriegs fest in askanischer Hand war.

#### Ausstattung Grunows und erste Besitzer

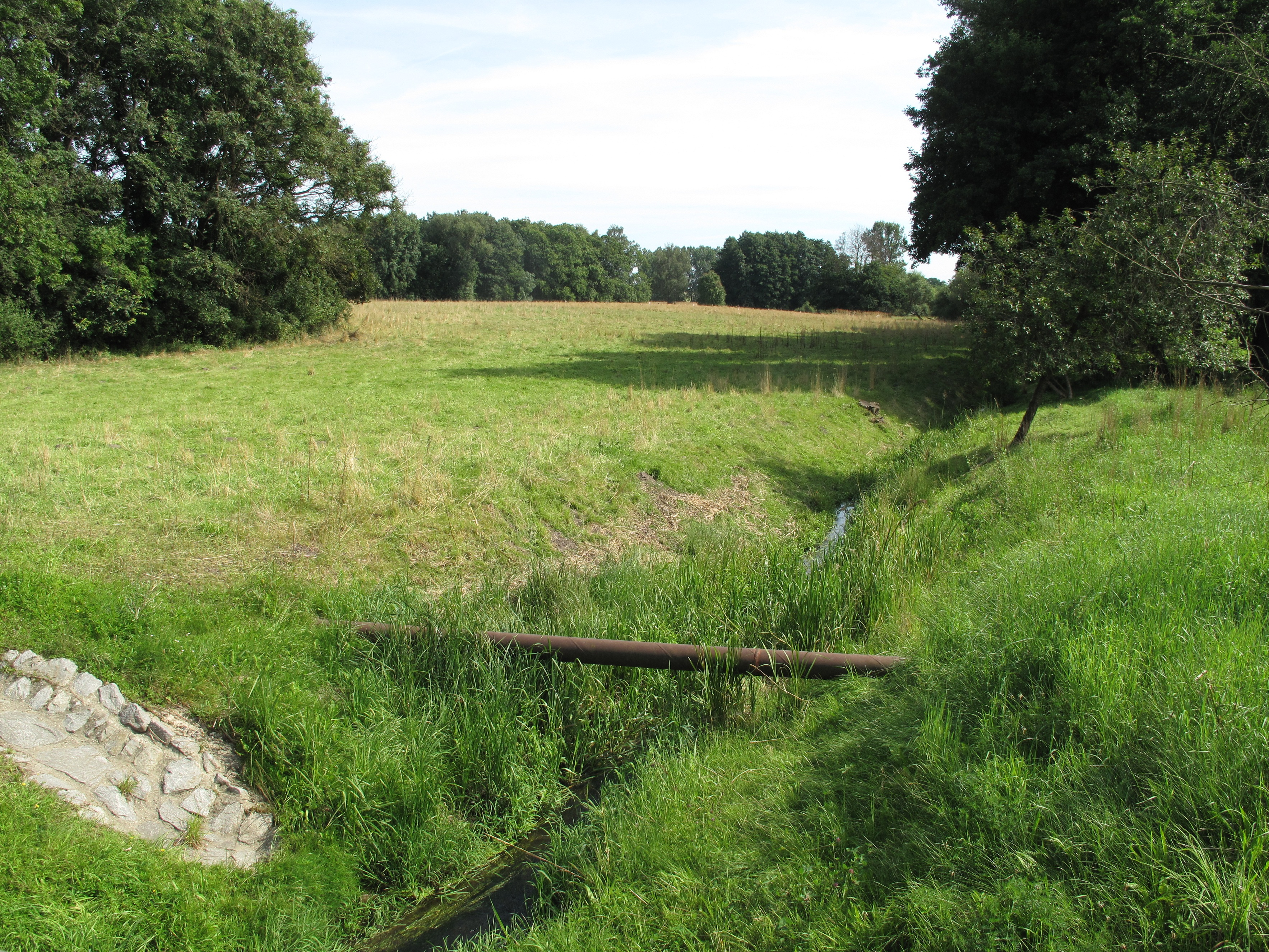
Sophienfließ, an dem um 1250 eine Wassermühle stand

Die Übereignungsurkunde von 1333 an Johannes Trebus weist aus, dass Johannes oder einer seiner Vorfahren schon zuvor Einkünfte aus Grunow bezog, die teilweise für den Erasmusaltar in der Strausberger Pfarrkirche St. Marien, eine um 1250 errichtete frühgotische Pfeilerbasilika, verwendet wurden. Zu dieser Zeit bestand eine Wassermühle am Sophienfließ; Trebus erhielt

„Dorf Grunow mit 40 Stücken, die darauf ruhn, mit Ober- und Untergericht, mit Bede und Dienst, unter welchem Namen es auch gezinst werde, mit voller Gewalt, mit der nahe beim Dorfe gelegenen Mühle, mit dem Feldzehnt, mit allem Recht und Nutzung im Dorf und Feld, auf Weiden, Wiesen und allem anderen Zubehör daselbst […].“

Johannes Trebus gehörte zu einer Berliner und Strausberger Familie, die auf dem Barnim reich begütert war. Das Landbuch von 1375 erwähnte neben 62 Hufen (darunter vier Pfarrhufen) einen Krug und wies ferner aus, dass Teile des Trebus’schen Besitzes inzwischen an die altmärkische Adelsfamilie von Barfus übergegangen waren. 1412 besaß der spätere Hofrichter Hans von Barfus 41 Hufen. Nach den Hussitenkriegen (in Brandenburg 1431/32) wies das Schoßbuch (Verzeichnis der steuerpflichtigen Güter) von 1450 aus, dass von 72 Hufen nur noch 25 besetzt waren. Zu dieser Zeit zog der Sohn des Hans von Barfus, der kurfürstliche Rat Cuno von Barfus (verheiratet mit Catharina von Waldow), die Abgaben ein. Er erhielt von jedem Hüfner vier Scheffel Roggen und Hafer sowie fünf Groschen und sechs Pfennige. Der Krug zahlte 40 Groschen. 1454 (Urkunde des Kurfürsten Friedrich II.) und 1472 (Urkunde des Kurfürsten Albrecht Achilles) weisen Lehnsbriefe die von Barfus als alleinige Besitzer Grunows aus. 1483 war die Familie von Roebel mit 2 wüsten Höfen und 11 Hufen vorübergehend teilbegütert.

#### Wüstung Zühlsdorf

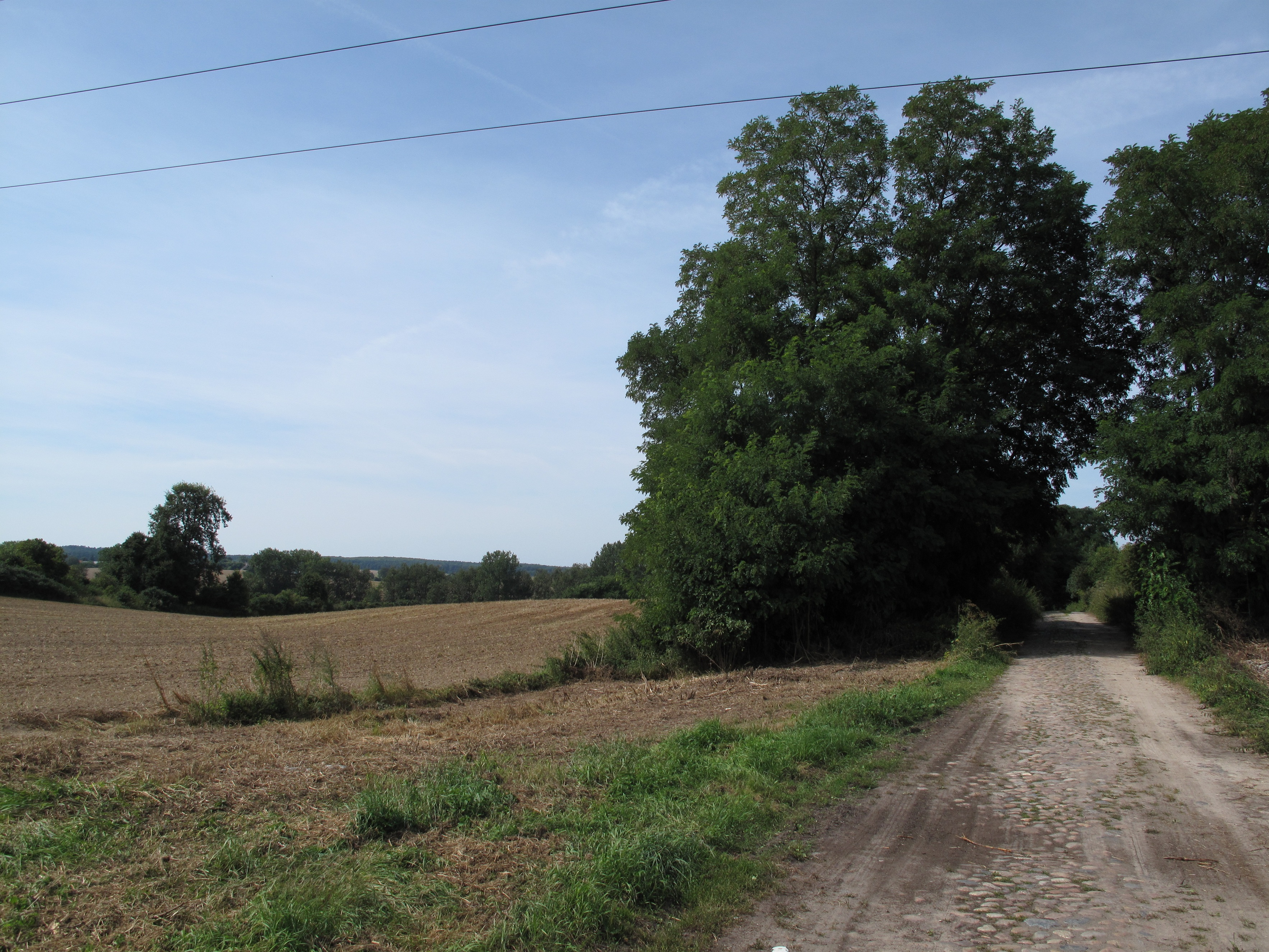
Flachwelliges Ackerland auf der Grunower Gemarkung

Das Landbuch verzeichnete 1375 den Ort Czulstorff, der zu dieser Zeit bereits lange wüst lag (ab antiquo desertum). Das Brandenburgische Namenbuch listet den Ort unter dem Namen Zühlsdorf (nicht zu verwechseln mit Zühlsdorf im Mühlenbecker Land) als Wüstung bei Prötzel. Als Czulsdorf, Zülsdorf, Zulsdorf oder Zuelsdorf wurde die Feldmark noch in den folgenden Jahrhunderten in mehreren Lehnsbriefen der von Barfus als Heide zu Zulsdorf und laut Ernst Fidicin stets als Zubehör von Grunow genannt. Der Historiker Fidicin führte aus, das wüste Dorf und seine Feldmark müsse zwischen Grunow und Prädikow gelegen haben. Nach den Recherchen von Rudolf Schmidt ist Zühlsdorf möglicherweise zu unbekannter Zeit als Vorwerk wiedererrichtet worden. Der spätere Besitzer dieser Ländereien, Baron von Eckardstein zu Prötzel, bestätigte Schmidt in den 1920er-Jahren auf dessen Nachfrage in einem Brief:

„Was die Angabe Fidicins betrifft, so meint er wohl ein Vorwerk zwischen Prädikow und Grunow, was meines Erachtens gelegen haben muß westlich der Müncheberger Chaussee, hart an der jetzigen Prädikow-Ernsthofer Grenze, da dortselbst 1920 Fundamente mit Kalk verbunden gefunden sind und auch der Name des dabeiliegenden hohen Berges Ochtomberg (Achthausberg) auf eine Siedlung hindeuten. Beide Siedlungen und Vorwerke werden wohl, abgesehen von den Zeitläuften, daran eingegangen sein, speziell Zühlsdorf, dass die Wasserverhältnisse trostlos waren, […].“

Beide Siedlungen und Vorwerke in dem Brief bezieht sich auf eine weitere gleichnamige Wüstung, die unter den Namen Ziegelsdorf oder Zühlsdorf weiter westlich im Blumenthal-Wald lag. An dieser Stelle habe in den 1920er-Jahren ein Heidekrug gestanden und Bodenfunde und Mauersteinreste deuteten auch dort auf eine ehemalige Siedlung hin. Das Historische Ortslexikon folgte der Zuordnung Zühlsdorfs zu Grunow nicht und setzte das 1375 erwähnte Czulstorff ausschließlich mit dem späteren Vorwerk in der Ziegelsdorfschen Heide gleich. 1701 habe dieses Vorwerk wüst gelegen und sei als Blumenthalscher Krug (der spätere Heidekrug) verzeichnet gewesen.

### Frühe Neuzeit
Im letzten Drittel des 16. Jahrhunderts erwarb der kurfürstliche Protonotarius Michael Damerow aus Cölln für 300 Taler Ackerland auf der Grunower Feldmark. 1578 verkaufte er elf Hufen samt einem Grasgarten für 900 Taler an Caspar von Barfus zu Prädikow.

#### Dreißigjähriger Krieg und Folgen
Der Dreißigjährige Krieg (1618–1648) hinterließ in Grunow tiefe Spuren. Über die Kontributionen (beispielsweise 141 Taler) und Requisitionen (beispielsweise Roggen, Hafer, Korn, 10 Hammel, 10 Kälber, 1 Ochse) wurden nur teilweise Quittungen ausgestellt, zudem gingen einige verloren. Manche hatten mit Gewalt genommen und vielen Schaden getan. Auch vor den Plünderungen des schwedischen Heeres mussten sich die Grunower mehrmals loskaufen – noch 1648 zogen die Scharen des General Schwedischen Reichs-Zeugmeisters Wirtenberger durch das Dorf. Nach dem Krieg, 1652, waren noch zwei Kossätenhöfe besetzt, drei Personen lebten noch in Grunow. Über die Beschädigungen der Höfe liegen keine Angaben vor. Da nach dem Krieg der Ostteil des Dorfes nicht wiederaufgebaut wurde (siehe oben), dürfte es zumindest in diesem Ortsteil Zerstörungen oder Verfall gegeben haben.
Laut Rudolf Schmidt, der sich auf das Schwerinsche Hausbuch von 1685 bezieht, kaufte der Erste Minister und Oberpräsident des Geheimen Rates des Kurfürstentums Brandenburg Otto Freiherr von Schwerin in den Jahren 1664, 1668 und 1669 von der Familie von Barfus nach und nach den gesamten Grunower Besitz. Nach anderer Darstellung verlieh ihm, nachdem er seit 1650 umfangreiche Besitzungen auf dem Barnim zusammengekauft hatte, 1672 der Kurfürst auch noch die für verfallen erklärten von Barfus’schen Lehen Hohen- und Nieder-Predikow mit Grunow. Rudolf Schmidt gab aus dem Hausbuch der Schwerins wieder:

„Es ist bei diesem Gute nur ein Rittersitz gewesen, ohngeachtet der 11 Ritterhufen, welche die Jungfernhufen, auch die Aelterhufen genannt werden, weil sie gewissen alten Jungfern aus der Familie zu deren Alimentatition freigemacht wurden. Die Fischerei sei schlecht und nur im Rohrpfuhl, so nach Rüdersdorf in den Fichten läge, gäbe es noch etwas zu fangen, […]. Wiesen fehlten vollständig […] Auch ist hier eine wüste Wassermühlenstelle am Ende des Dorfes auf dem Wege nach Buckow. Und ob zwar kein Mensch sich zu besinnen weiß, daß daselbst eine Mühle gestanden, so zeiget doch nicht allein die gute Gelegenheit zur Mühle einige sehr große Steine an dem Orte und der dabei liegende Umlaufgraben genugsam an, daß daselbst hiervor eine Mühle gewesen sein muß, sondern weilen der Ort durchgehends die Mühlenstelle und das daran liegende Land die Mühlenstücke genannt werden.“

#### Entwicklung im 18. Jahrhundert und Mühlen

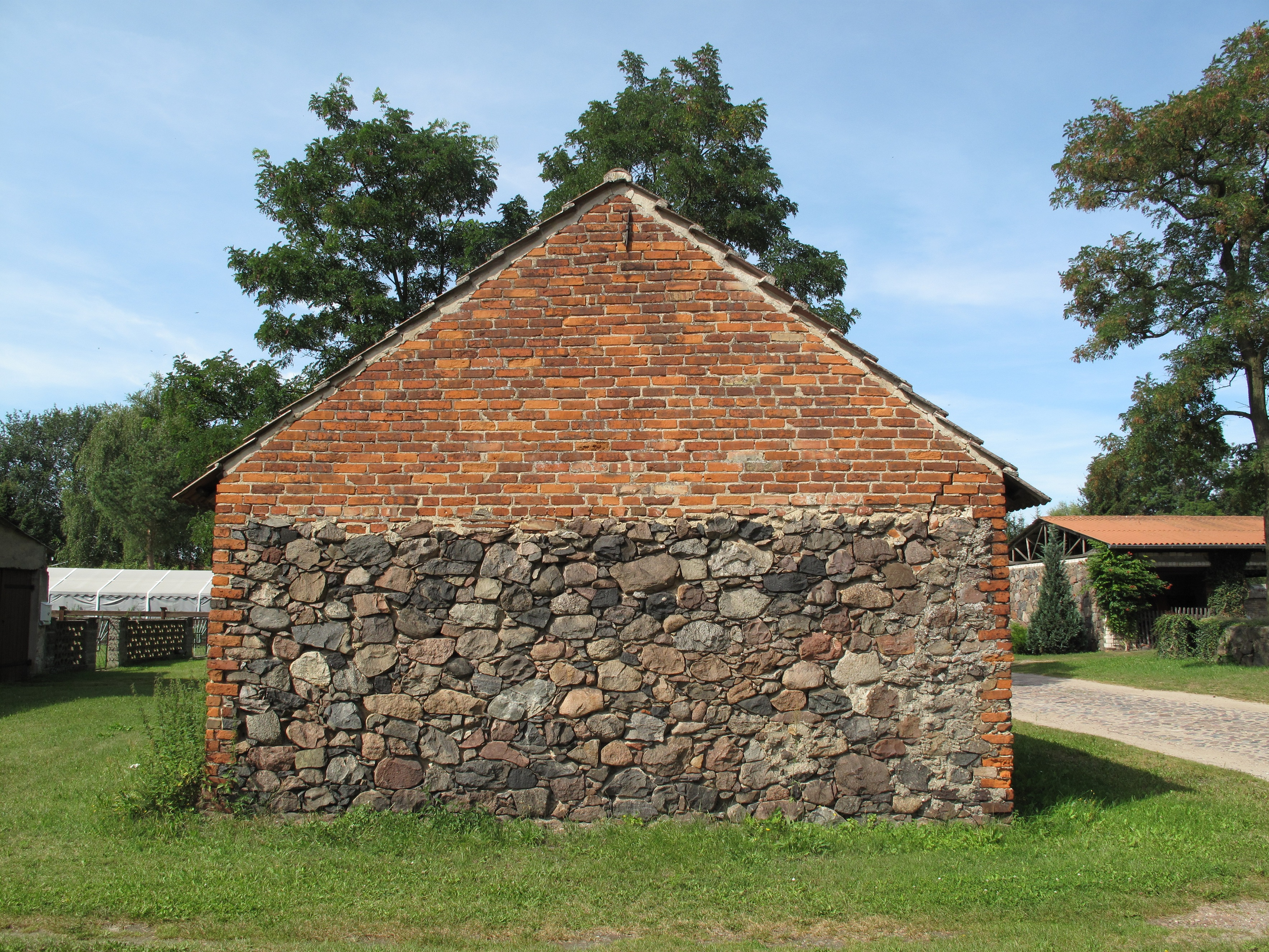
Ehemalige Schmiede

Die 1333 erwähnte Wassermühle am Sophienfließ stand sehr wahrscheinlich im Bereich der heutigen Siedlung am Waldhaus Grunow (an der Landesstraße 34). Sie muss bald nach der Erwähnung im Schwerinschen Hausbuch wiederaufgebaut worden sein, denn 1705 wurde ein Mühlenmeister Gottfried Preuß erwähnt. Zudem wurde, vermutlich nahe der Wassermühle, eine Windmühle erbaut. 1730 brannte die neuerbaute Windmühle in der Nacht vom 22. zum 23. Oktober ab. Spätestens 1751 bestand ferner eine Schneidemühle, für die keine Pacht verlangt wurde. Dafür schnitt sie „der Herrschaft ¼jährlich 14 Blöcke“. Alle drei Mühlen erwarb 1751 der Müller Petrus Kirsten für 500 Taler, der für die Wasser- und Windmühle vierteljährlich 18 Scheffel Korn und 5 Taler Geld an die Herrschaft als Pacht abführte. Möglicherweise gab es Mühlenbrände, denn 1760 wurde die Windmühle, 1774 die Schneidemühle neu erbaut. Nach weiteren Besitzwechseln gingen alle drei heute nicht mehr vorhandenen Mühlen im Jahr 1800 an Carl Meyer. Der Verkäufer, Mühlenmeister Pfuhl, Meyers Schwiegervater, erhielt 3300 Taler und an Leibgedinge unter anderem freie Wohnung und Aufenthalt in der Stube des Käufers, freies Holz zur Feuerung, freies Essen und Trinken am Tisch des Käufers, freie Wäsche und Reinigung, freie Aufwartung und Pflege, wöchentlich 2 Quart Branntwein und jährlich 30 Taler für die Kleidung.
1706 war Grunow von denen von Schwerin an die Adelsfamilie von Kameke gegangen. Nach einer Niederschrift von 1736 bewirtschafteten neun Bauern 41 Hufen. Vier Hüfner besaßen weitere zehn Feldhufen und leisteten Kossätendienste. Drei Kossäten hatten vier Kossätenhöfe mit fünf Feldhufen. Im sogenannten Prädikower Feld lag ein Upstall. Die Aussaat betrug 70 Wispel und 3 Scheffel Weizen sowie 27 Wispel, 4 Scheffel und 15 Malter Gerste. „Wiesenwachs ist nicht vorhanden, müssen ihr Heu von der Oder kaufen“ (Wiesenwachs = Heuertrag). „Hölzung ist nicht vorhanden, sie bekommen aber aus dem Blumenthal frei Brennholz. Ihre Häuser und Scheunen baut die Herrschaft.“ Der Viehbestand umfasste 30 Kühe, 22 Stück Jungvieh und 403 Schafe, die ein Hirte bewachte und versorgte. Der Krüger „verschenket wöchentlich 1 Tonne, in der Erntezeit 2.“ Wurde das Schmiedehandwerk zuvor von einem Laufschmied, der bei Bedarf aus Prädikow herüberkam, ausgeführt, erwähnt die Niederschrift 1736 erstmals einen ansässigen Schmied (Wohnschmied). An Lohn bekam er von jeder Hufe 12 Malter Roggen, allerdings nicht von den Kossätenhöfen. Ferner zahlte jeder Bauer 16 Groschen und jeder Kossät 8 Groschen.

### Moderne Zeit

#### Herrschaft Eckardstein
1801 investierte Ernst Jacob Freiherr von Eckardstein (* 26. April 1742 in Hann. Münden; † 3. Juni 1803 in Berlin) 810.000 Reichstaler in den Erwerb und Ausbau verschiedener Güter auf dem Barnim. Unter anderem kaufte er von der Familie von Kameke Prötzel mit Schloss Prötzel, Prädikow, Grunow und Reichenow. 1828 erwarben die von Eckardstein auch das Pfarrland Grunows (152 Morgen) in Erbpacht und 1829 das Kirchenland (110 Morgen).
Ernst Jakob Freiherr von Eckardstein war 1799 als Kammerherr nach Berlin gegangen und am 11. Oktober 1799 von Friedrich Wilhelm III. in den Adelsstand erhoben worden. Bei der Verleihung der Freiherrenwürde wurde der vormalige Name Eckhardt in Eckardstein abgeändert.
Inspiriert von dem Agrarreformer und Begründer der Agrarwissenschaft Albrecht Daniel Thaer, mit dem er befreundet war, führte Ernst Jakob Freiherr von Eckardstein auf seinen Gütern für die damalige Zeit moderne landwirtschaftliche Produktionsformen ein. Sein Sohn und Nachfolger als Gutsherr von Grunow, Arnold Freiherr von Eckardstein (* 20. März 1782 Hann. Münden; † 8. August 1856), setzte diese Maßnahmen fort. So stellte Johann Gottlieb Koppe, bei Thaer ausgebildet und von 1814 bis 1830 Verwalter der Eckardsteinschen Ländereien, die Produktion von der Dreifelderwirtschaft auf Schlag- und Fruchtwechsel nach englischem Vorbild um. 1816 übertrug Arnold Freiherr von Eckardstein dem Stadtjustizrat Schulze zu Wriezen die Justizpflege auf seinen im Landkreis Oberbarnim gelegenen Gütern. Nach dem Amtsblatt der Königlichen Kurmärkischen Regierung bestätigte das Königliche Kammergericht die Bestellung.

#### Separation zwischen Gut und Gemeinde

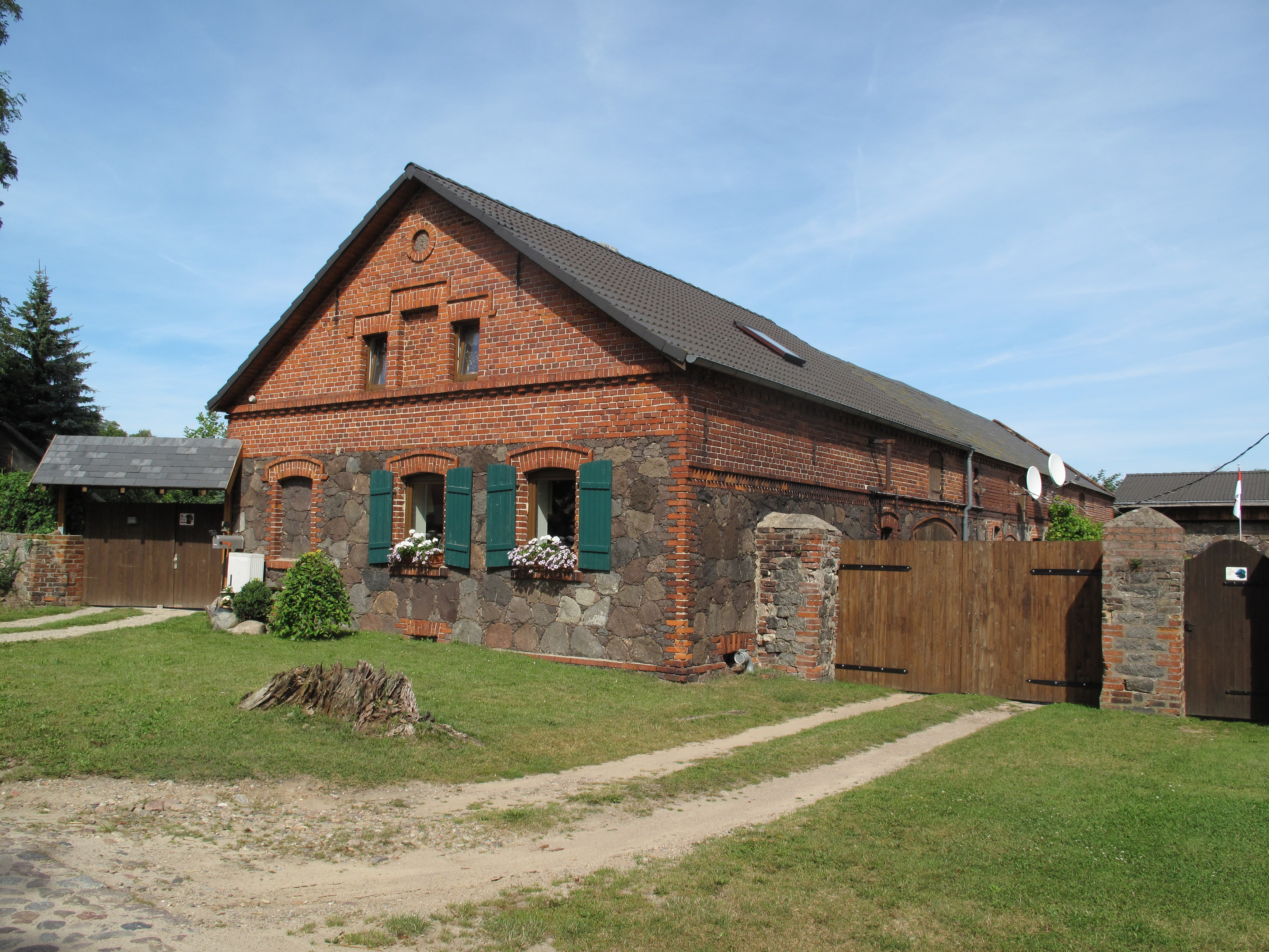
Bauernhof im Dorf

Nach der Bauernbefreiung und den Preußischen Reformen unter vom Stein und Hardenberg wurden in der ersten Hälfte des 19. Jahrhunderts Gut und Gemeinde voneinander separiert. Das Flächen-Register von der Feldmark Grunow nach beendigter Dienstregulierung und Separation 1825/33 listete folgende Flächen auf:
- Gemeinde/Dorf
  - Dorf nebst Umgebung 114 Morgen
  - Lose der Gemeinde im Dorf 62 Morgen
  - Lose der Gemeinde im Acker 1217 Morgen
  - Feldwiesen der Gemeinde 7 Morgen
- Separationsfläche der Ackerfeldmark
  - Herrschaft 2195 Morgen
  - Erbpachtsfläche der Pfarre 195 Morgen
  - Erbpachtsfläche der Kirche 109 Morgen.

Im Dorf blieben unter anderem im herrschaftlichen Besitz: drei Familienhäuser, eine Büdnerstelle, die Dorfstraße und der Dorfplatz. 1854 wurden alle Abgaben und Lasten abgelöst: Geldrente, Grundgeld, Grundzins, Hühnerzehnt und Erbpachtskanon.

#### Vorwerk Ernsthof
1833 ließ Arnold Freiherr von Eckardstein westlich von Grunow auf der herrschaftlichen Separationsfläche der Ackerfeldmark ein landwirtschaftliches Vorwerk anlegen, das entweder nach seinem Vater oder seinem Sohn den Namen Ernsthof erhielt. Im neuen Vorwerk Ernsthof konzentrierten sich die Eckardsteins auf die Schafhaltung und vor allem auf den Anbau und die Verarbeitung von Kartoffeln. 1835 bestand das Vorwerk aus Familienhäusern, einer Brennerei, zwei Schafställen, einem Rindviehstall und einem Holzstall. Die ab 1931 aufgesiedelte heutige Grunower Wohnlage Ernsthof befindet sich rund einen Kilometer westlich von Grunow direkt an der Bundesstraße 168 und hat rund 200 Einwohner.

#### Braunkohle, Schule, Post

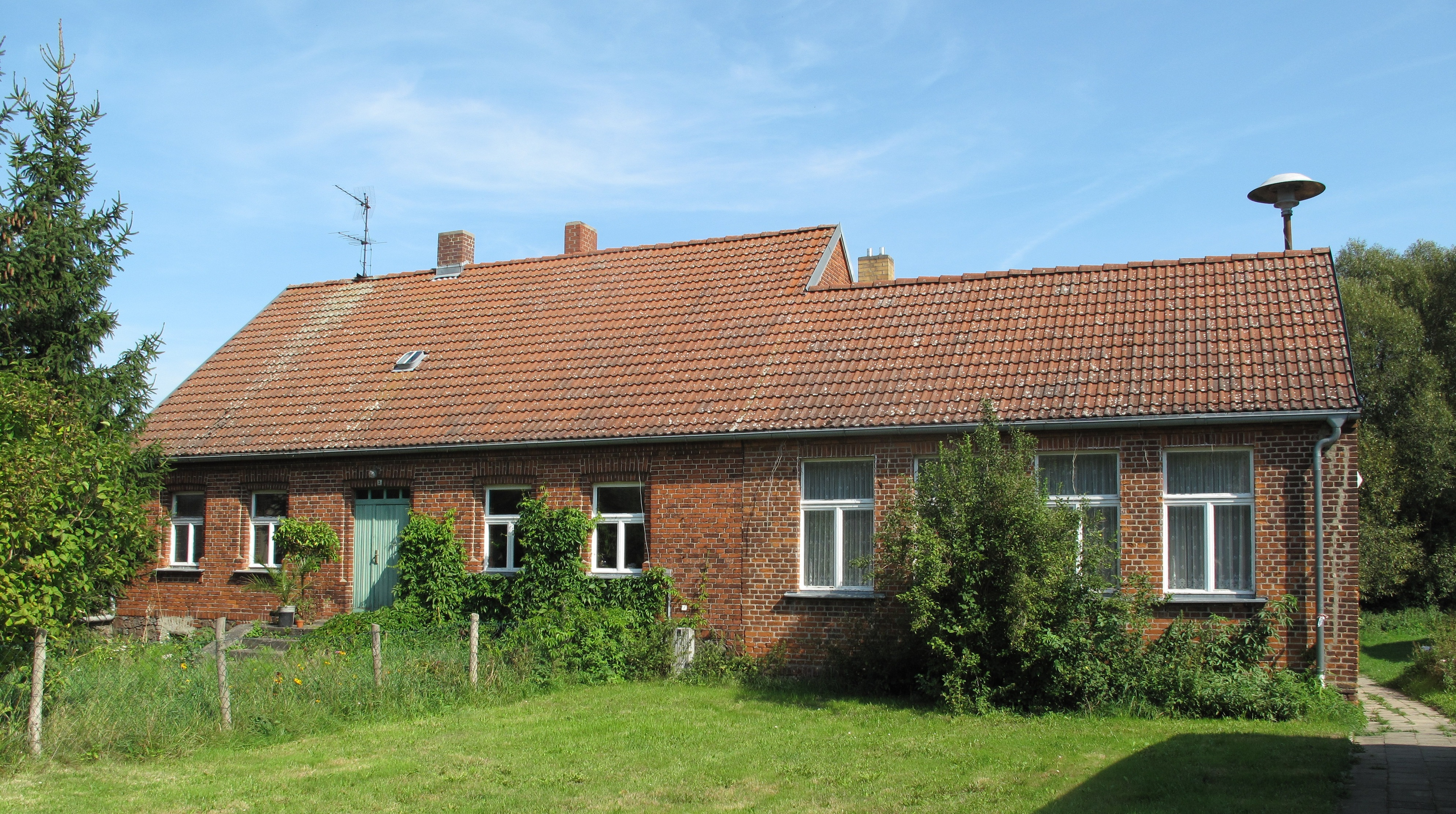
Ehemalige Schule

Wegen der benötigten Brennstoffe im Zuge der Industrialisierung gewannen
die Brandenburger Braunkohlenfelder an Bedeutung. Ab 1842 entstand zwischen Frankfurt/Oder, Müncheberg und Kuckow (Kreis Lebus) ein ausgedehntes Abbaugebiet, dem sich nördlich das Kohlenfeld des Oberbarnim anschloss. Zwischen 1850 und 1852 wurden allein im Regierungsbezirk Potsdam rund 1,5 Millionen Tonnen Braunkohle gefördert. Zwar verlagerte sich der Schwerpunkt des Braunkohlenbergbaus in die Niederlausitz, aber noch in den 1860er-Jahren wurden auf der Grunower Gemarkung Mutungen beantragt und von der Bergbaubehörde mit Namen wie Marie Emma oder Helene Marie bewilligt. Das Amtsblatt der Königlichen Regierung zu Potsdam teilte beispielsweise 1869 mit:

„Auf Grund der am 2. Mai 1868 präsentirten Muthung wird dem Oeconomierath Willenbücher zu Alt-Friedland unter dem Namen Marie Emma das Bergwerkseigenthum in dem Felde …, welches … 50000 [Quadrat-] Lachter umfassend – in den Gemeinden Pritzhagen, Ihlow, Grunow und Ernsthof im Kreise Oberbarnim des Regierungsbezirks Potsdam und im Oberbergamtsbezirk Halle gelegen ist, zur Gewinnung der in dem Felde vorkommenden Braunkohlen hierdurch verliehen.“

Es blieb allerdings beim Eintrag der Felder in die Mutungs-Übersichtskarte, ein Abbau fand in Grunow und in den angrenzenden Gemeinden nicht statt. Zu nennenswerten Förderungen kam es in Bad Freienwalde und Fürstenwalde und in unmittelbarer Nähe Grunows in den leicht zugänglichen Flözen der Schwarzen Kehle über dem Buckower Schermützelsee sowie die Grube Blitz in Herzhorn.
1859 entstand die erste Schule in Grunow. 1872 richtete die Reichspost in Prötzel eine Postagentur ein, der unter anderem auch Grunow zugeteilt wurde. „Dieselbe erhält Verbindung durch die zwischen Strausberg Stadt und Wriezen täglich ein Mal coursirende Personenpost“.

#### Landwirtschaft im 20. Jahrhundert und DDR-Zeit
Im Jahr 1900 hatte
- die Landgemeinde Grunow eine Fläche von 367 Hektar mit 192 Einwohnern. Es gab 26 Gehöfte/Häuser mit 41 viehbesitzenden Haushaltungen. Das Vieh bestand aus 112 Rindern, 118 Schweinen, 44 Pferden, 75 Gänsen, 35 Ziegen, 12 Enten und 433 Hühnern. Daneben gab es 56 Bienenstöcke. An Fruchtbäumen wurden 107 Apfel-, 83 Birn-, 626 Pflaumen- und 122 Kirschbäume gelistet.
- das Vorwerk/Gut Ernsthof eine Fläche von 844 Hektar mit 110 Einwohnern und sechs Häusern. Das Vieh bestand aus 656 Schafen, 102 Schweinen, 83 Rindern, 25 Pferden, 91 Gänsen, 15 Enten und 296 Hühnern. An Fruchtbäumen wurden 419 Apfel-, 30 Birn-, 205 Pflaumen- und 540 Kirschbäume gelistet.[14][47]

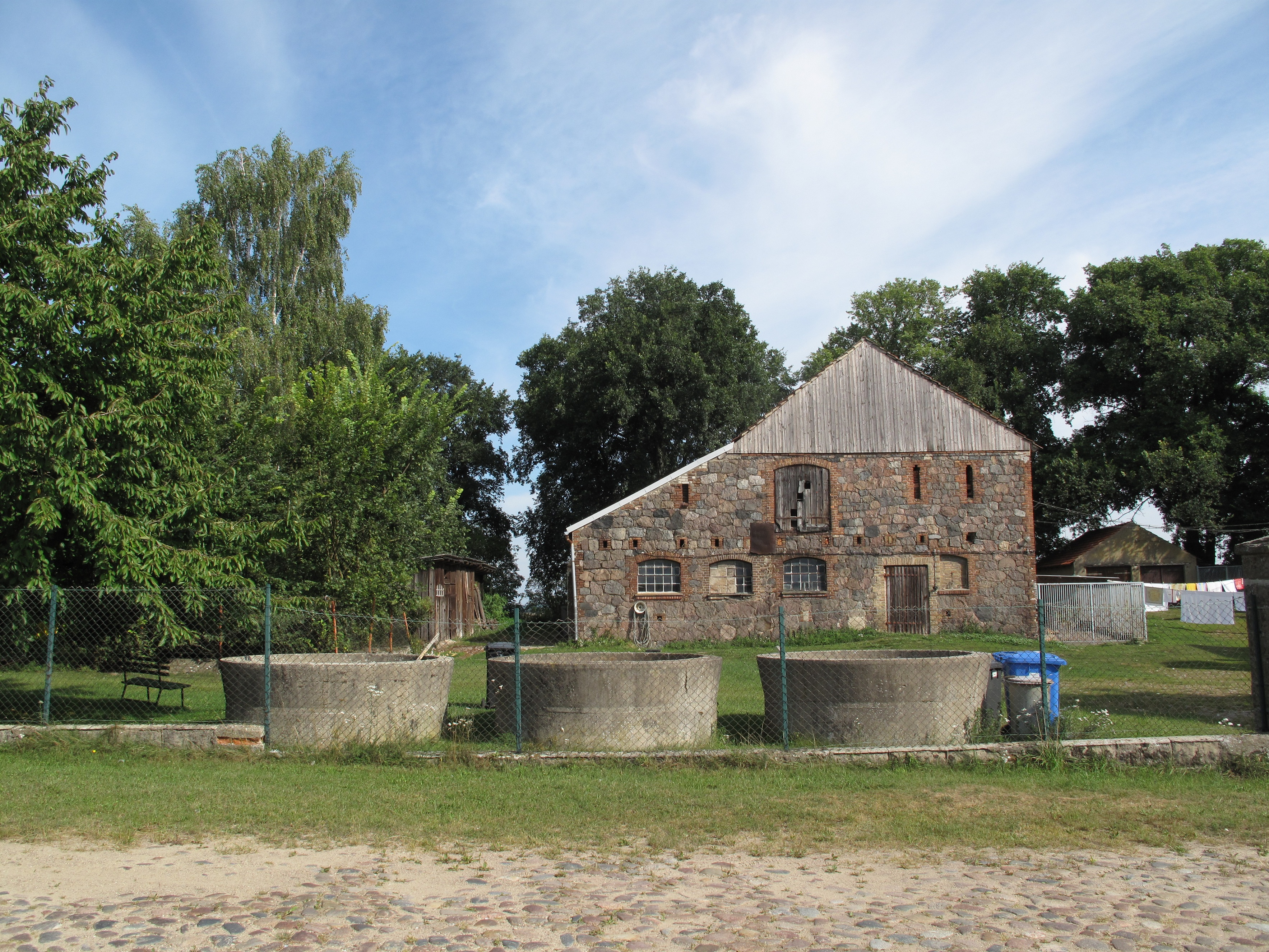
Feldsteinbau im ehemaligen Vorwerk Ernsthof

1928 wurde der Gutsbezirk mit der Gemeinde Grunow vereinigt. 1931 begann die Aufsiedelung Ernsthofs. 1934 verkauften die Eckardstein die Güter Ernsthof und Kähnsdorf an die Landgesellschaft Eigene Scholle. Die Gesellschaft parzellierte das Gelände und siedelte 15 Familien aus Schwaben und Baden-Baden an, die insgesamt 20 Hektar Land bewirtschafteten. 1939 gab es in Grunow folgende land- und forstwirtschaftliche Betriebe:
- 22 Betriebe mit einer bewirtschafteten Fläche von 20 bis 100 ha,
- 19 Betriebe mit einer bewirtschafteten Fläche von 10 bis 20 ha,
- 4 Betriebe mit einer bewirtschafteten Fläche von 5 bis 10 ha,
- 17 Betriebe mit einer bewirtschafteten Fläche von 0,5 bis 5 ha.[47]

In der sogenannten „Kollektivierungsphase“ der DDR zwischen 1952 und 1960 mit dem staatlich organisierten Zusammenschluss von privaten Betrieben zu genossenschaftlichen Großbetrieben entstand 1952 in Ernsthof eine Landwirtschaftliche Produktionsgenossenschaft (LPG) vom eher seltenen Typ III mit 13 Mitgliedern und 76 ha bewirtschafteter Nutzfläche. 1960 folgte die Gründung der LPG Grunow, gleichfalls vom Typ III, mit 155 Mitgliedern und 112 ha bewirtschafteter Nutzfläche. 1976 wurde die LPG Grunow mit der LPG Bollersdorf zur LPG Bollersdorf-Grunow mit Sitz in Grunow zusammengeschlossen.

## Entwicklung nach der deutschen Wiedervereinigung und Infrastruktur

### Wirtschaft

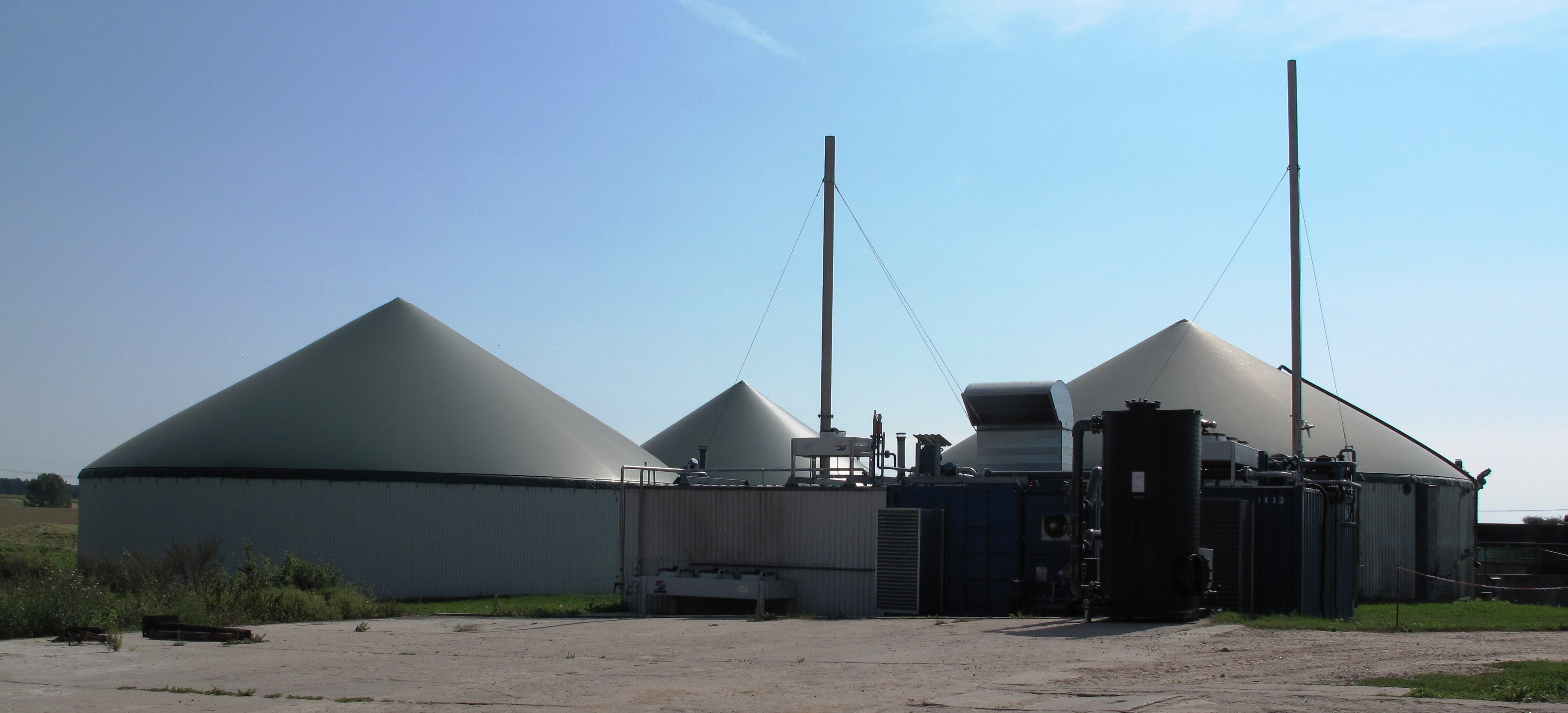
Biogasanlage aus dem Jahr 2006

Nach der Deutschen Wiedervereinigung wurde als Nachfolgeeinrichtung der LPG die „AMG Agrar- & Marketing GmbH Märkische Schweiz“ gegründet, die zu den größten Arbeitgebern des Amtes Märkische Schweiz gehört. Mit diesem Betrieb, einem Schäfer und mehreren Wiedereinrichtern erweist sich die Landwirtschaft auch heute noch als Haupterwerbszweig der Grunower und Ernsthofer Einwohner. 2006 erfolgte der Bau einer Biogasanlage, die als virtuelles Kraftwerk im Pool mit anderen Anlagen Regelenergie liefert. Daneben bestehen einige Kleinbetriebe, darunter eine Firma für Lehmbau und ein Meisterbetrieb für Zimmerei und Holzbau, den ein geprüfter Restaurator im Handwerk leitet.

### Ortsvertretung, öffentliche Einrichtungen, Feuerwehr
Seit dem 31. Dezember 2001 gehört Grunow/Ernsthof zur neugebildeten Gemeinde Oberbarnim, deren Verwaltungsgeschäfte vom Amt Märkische Schweiz mit Sitz in Buckow erledigt werden. Die Interessen Grunows in der Gemeinde vertritt ein Ortsvorsteher (mit Stand 2012: Manfred Ahrens). Als kommunaler Versammlungsort wurde im alten Schulgebäude ein Gemeinderaum eingerichtet – Schulstandort für die Kinder ist inzwischen die Grundschule in Prötzel.
Im Jahr 2009 feierte die Freiwillige Feuerwehr Grunow-Ernsthof ihr 80-jähriges Bestehen. Seit 1999 ist eine Jugendfeuerwehr angegliedert. Die Feuerwehr verfügt über ein Feuerwehrhaus und seit 2007 über eine Tragkraftspritze „Ziegler Ultraleicht“. 2011 wurde ein Tragkraftspritzenfahrzeug mit Wasser (TSF-W) angeschafft, das das alte Kleinlöschfahrzeug vom Typ Barkas B 1000 (V42137) ersetzte.
2002 stellte die Landesregierung zur Gemeinde Oberbarnim – bezogen auf die Ortsteile Grunow, Bollersdorf, Pritzhagen und Klosterdorf – fest:

„Bei einer Fläche von 40,83 km² und mit 1.291 Einwohnern weist sie eine Einwohnerdichte von ca. 32 Einwohnern je km² auf. Sie verfügt über keine Zentralörtlichkeit, ein solcher wird sich auch künftig nicht herausbilden. An öffentlichen Dienstleistungen wird lediglich Kinderbetreuung angeboten, weitere öffentliche Einrichtungen sind nicht vorhanden. […] [Die] Ortsteile der Gemeinde Oberbarnim liegen im Nahbereich der
amtsfreien Städte Strausberg und Wriezen und somit im Wirkungsbereich der dortigen Infrastruktur. Zur Wahrnehmung von Leistungen, die über den unmittelbaren Grundbedarf hinausgehen, pendeln die Einwohner über die Grenzen des Amtes. Dies gilt umso mehr für die Inanspruchnahme von öffentlichen und privaten Dienstleistungen und kulturellen Angeboten. Die Pendlerströme erstrecken sich bis nach Berlin.“

## Baudenkmal Dorfkirche und Feldsteinkultur

### Feldsteinkirche Grunow
Die denkmalgeschützte Feldsteinkirche aus dem 13. Jahrhundert besteht aus einem rechteckigen Schiff, eingezogenem Chor und halbrunder Apsis. Ursprünglich ein Bau vollständigen Typs, wurde der Kirchturm 1829 abgetragen. Die Glocke hängt heute in einem hölzernen Glockenschauer neben der Kirche. Das Gotteshaus weist im Außenmauerwerk die ungewöhnlich hohe Anzahl von sieben Schachbrettsteinen sowie einen auf dem Barnim einmaligen Stein mit einem Jerusalemkreuz auf.

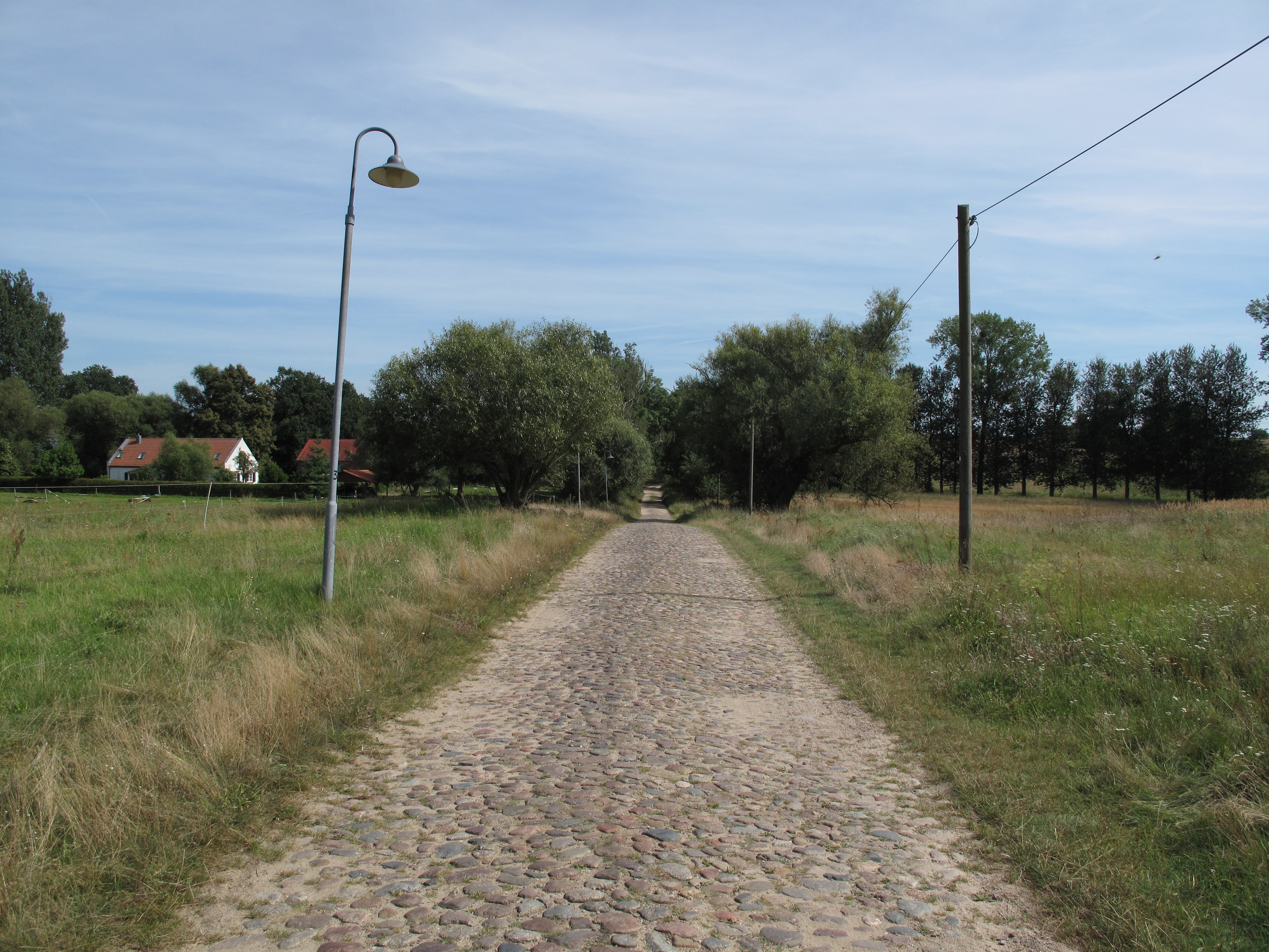
Feldsteinstraße zur Waldhaussiedlung

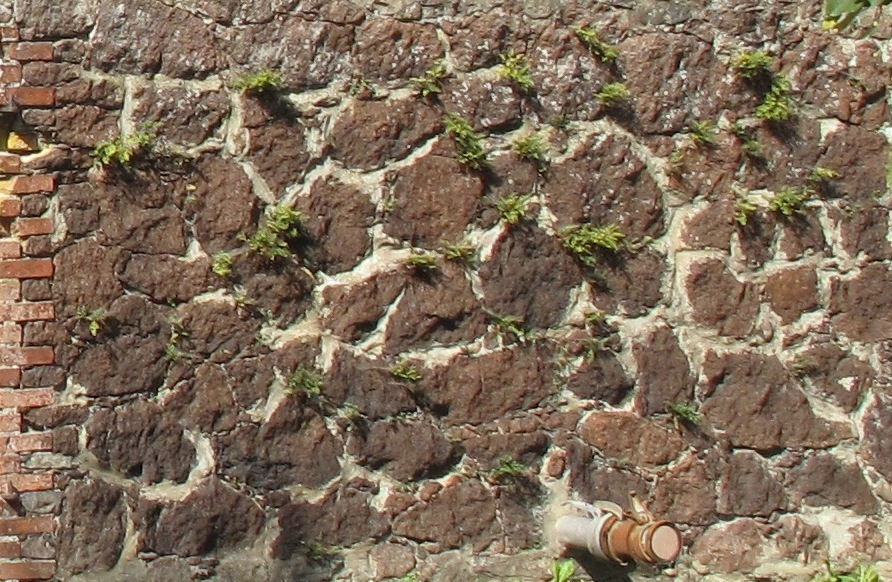
Mauerteil aus Feldsteinen, die wahrscheinlich von einem einzigen Findling stammen

Die Kirche war von einem Kirchhof umgeben, der 1870 geschlossen wurde. Die umgebende Feldsteinmauer ist in ihren Fundamenten erhalten. Der neue Friedhof wurde im Dezember 1870 einige Meter östlich der Kirche am Ortsausgang nach Ihlow auf der gegenüberliegenden Straßenseite in Benutzung genommen. Die Kirchengemeinde ist Teil des „Pfarrsprengels Märkische Schweiz“ im Kirchenkreis Fürstenwalde-Strausberg der Evangelischen Landeskirche Berlin-Brandenburg-schlesische Oberlausitz (EKBO).

### Weitere Feldsteinbauten
Die Kirche – das einzige denkmalgeschützte Gebäude im Ort – und das Dorf sind Teil der 2012 eröffneten Oberbarnimer Feldsteinroute, eines 41,5 Kilometer langen kultur- und bauhistorischen Weges auf den Spuren des Baumaterials Feldstein. Neben den Besonderheiten der Kirche hebt die Routenbeschreibung die recht gut erhaltenen Feldsteinstraßen und die verschiedenen Formen von Pfeilern und Stützmauern an den sanierten Höfen hervor. Eine Informationstafel im Dorfkern führt genauer aus: Die Feldsteine bestimmen das Antlitz zahlreicher Gebäude im Dorf. Hofeinfriedungen wurden aus dem gleichen Material errichtet. Fahrwege und Straßen sind mit sortierten, farbenfrohen Feldsteinen gepflastert und halten selbst noch heutigen Belastungen stand. Sie belegen eine ausgefeilte Straßenbautechnik mit dem Naturmaterial aus eiszeitlichen Geschieben. Dieser Straßenausbau löste Ende des 18. Jahrhunderts die typischen Sandwege in der Region ab. Eine weitere Informationstafel am Weg zur Waldhaussiedlung weist auf die besondere Struktur einer Mauer hin:

„An der Dorfstraße erkennt man einen Mauerteil, der offenbar aus einem einzigen großen Findling errichtet wurde. Die Mauer von 4 x 2 m und ca. 0.75 cm Breite dürfte einem etwa 8 m³ umfassenden Stein entstammen. […] Ganze Giebelwände von Scheunen bestanden gelegentlich aus einheitlichem Steinmaterial. Ein weiteres bemerkenswertes Feldsteingebäude in der Dorfstraße ist die Schmiede.“